# Türi
Türi è una città dell'Estonia centrale, nella contea di Järvamaa, capoluogo del rispettivo comune rurale. Amministrativamente non esistono distinzioni tra la città e il suo contado, poiché nel 2005 il comune urbano di Türi è stato inglobato nell'omonimo comune rurale.

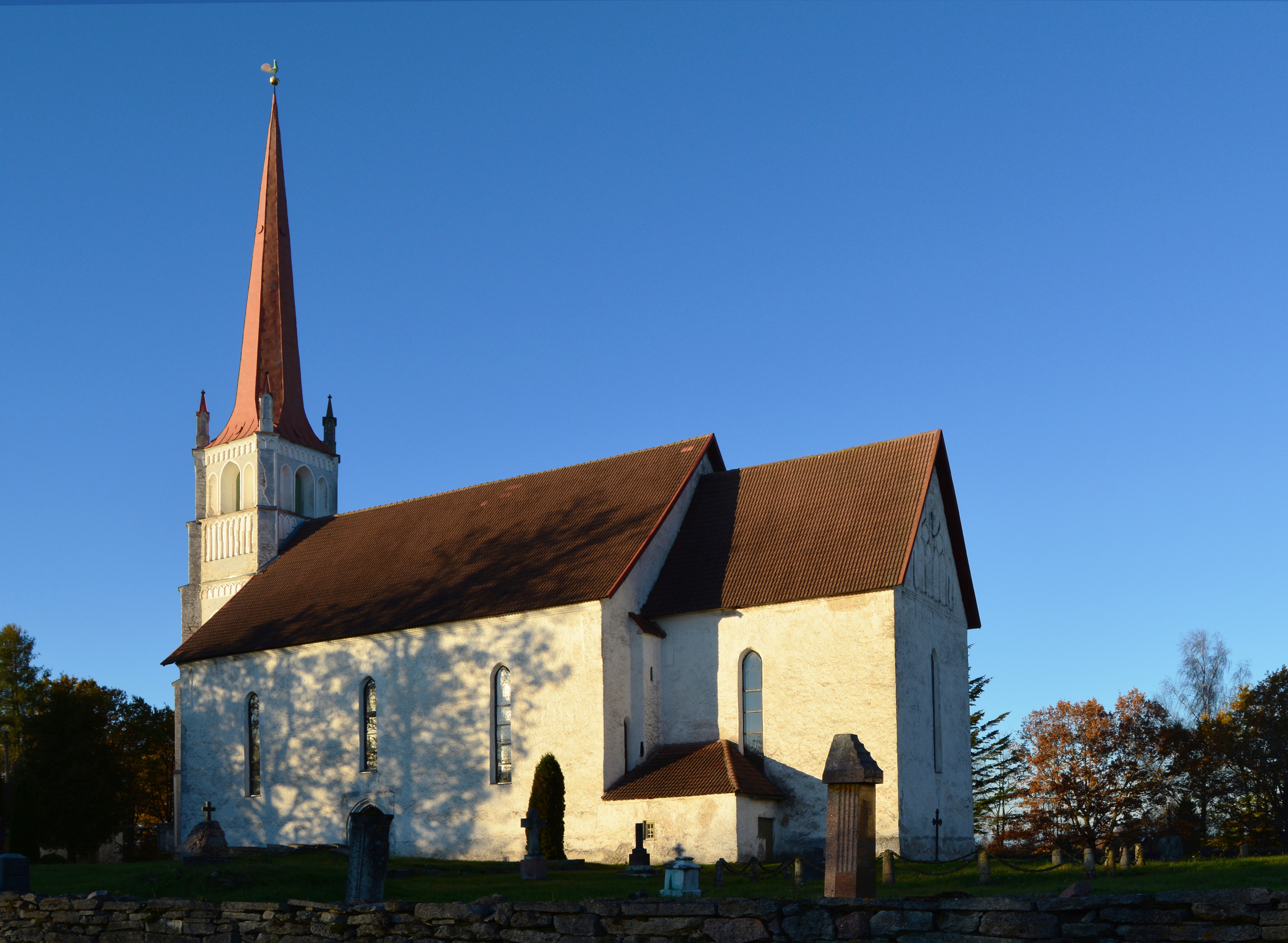
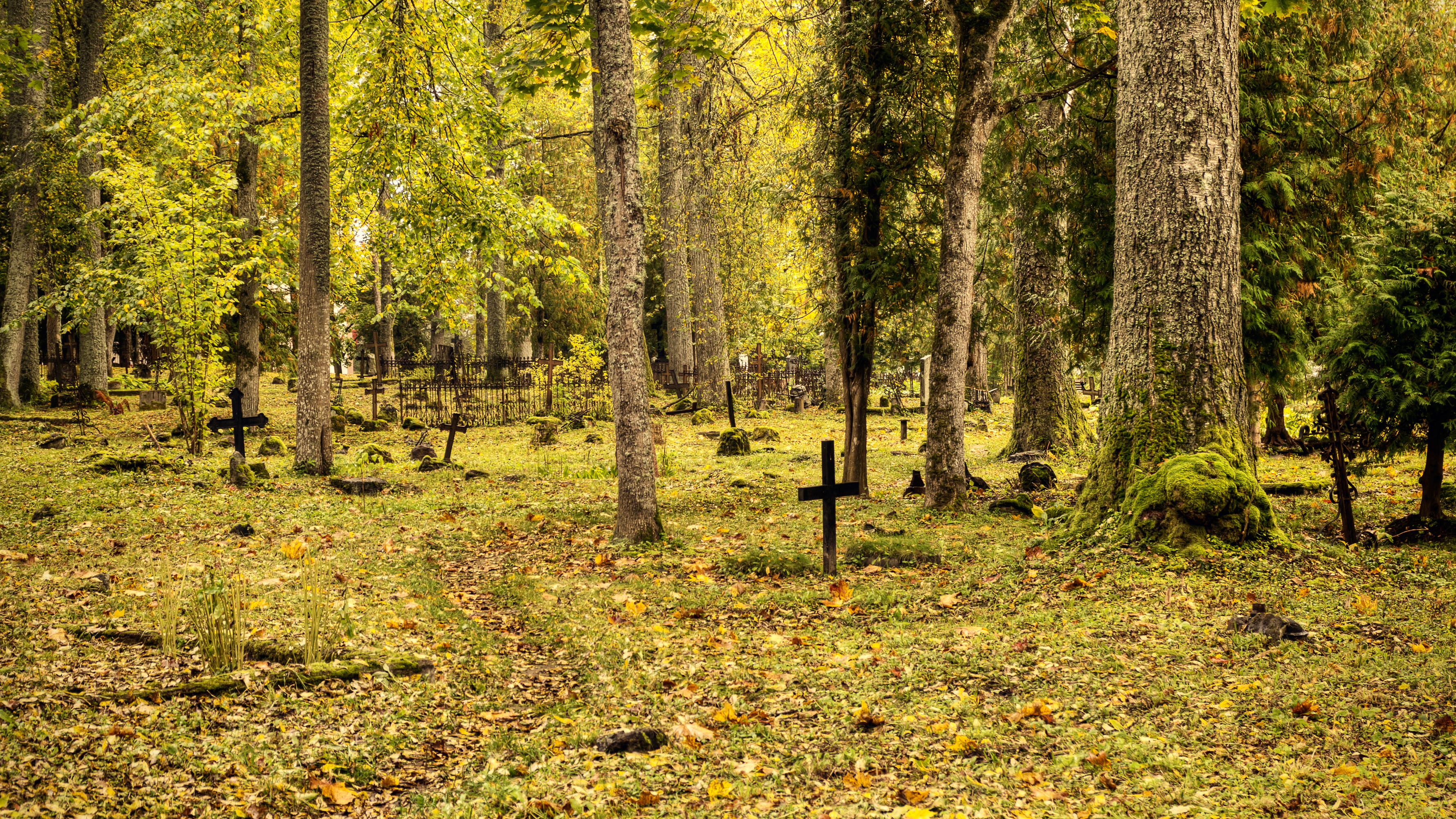
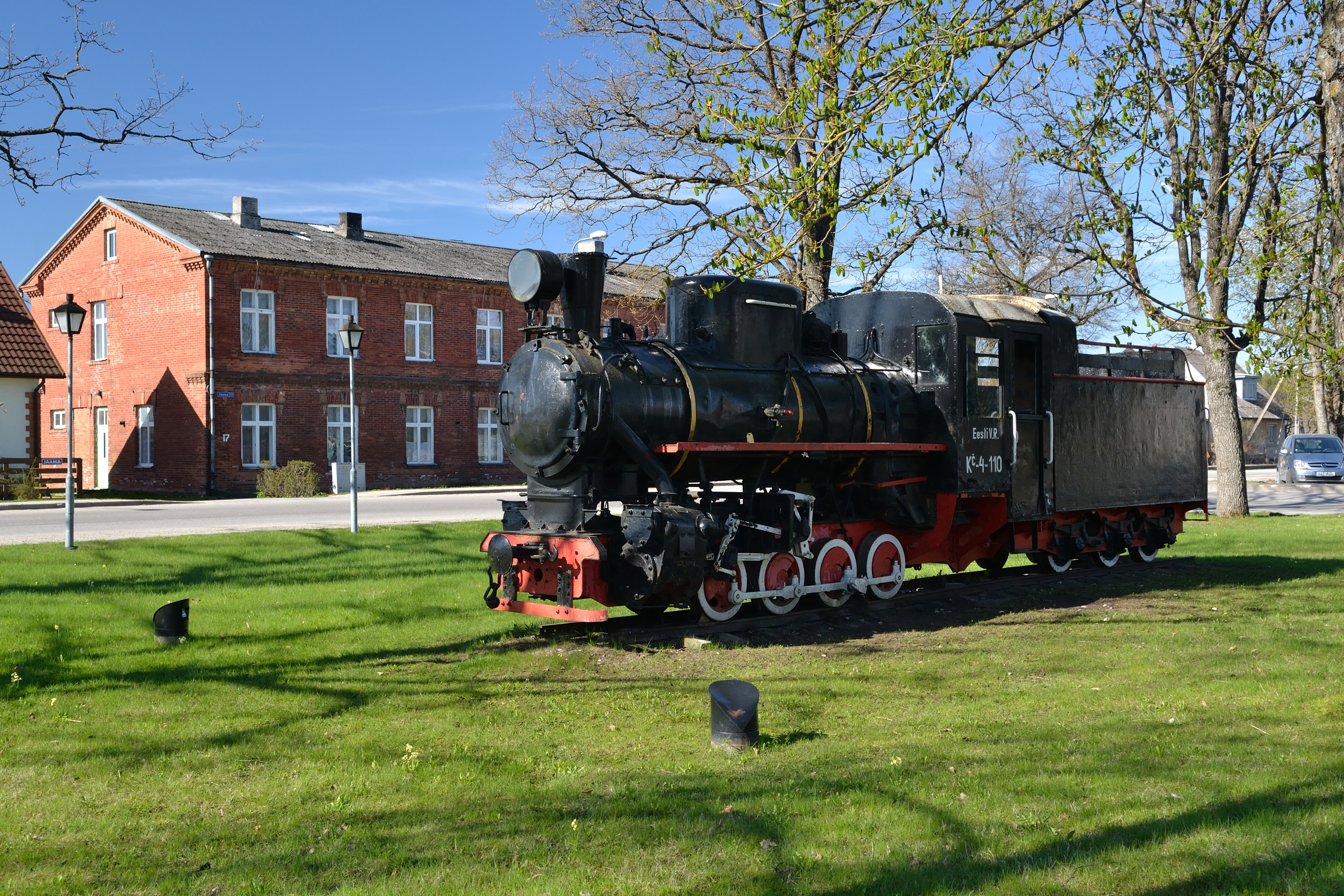
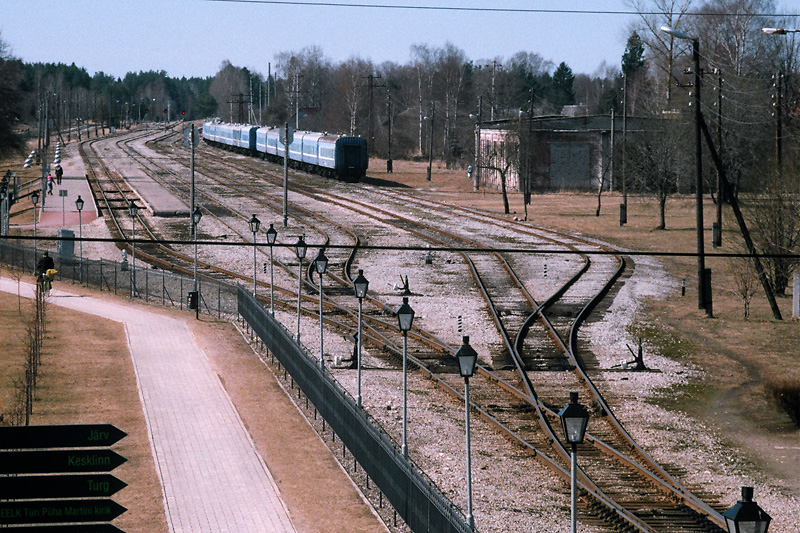